# Ornithospila carteronae
Ornithospila carteronae là một loài bướm đêm trong họ Geometridae.